# Lampros Fountoulis
Lampros Fountoulis (em grego:  Λάμπρος Φουντούλης; nascido em 23 de janeiro de 1961) é um político grego, representando o partido Golden Dawn de extrema direita. Ele foi membro do Parlamento Europeu (MEP) pela Grécia de 2014 a 2019.